# ولادیسلاو دیلی
ولادیسلاو دیلِـی (انگلیسی: Vladislav Delay؛ زادهٔ ۱۹۷۶ میلادی) با نام اصلی ساسو ریپاتی (فنلاندی: Sasu Ripatti) تهیه‌کننده موسیقی، موسیقی‌دان و آهنگساز اهل فنلاند است. وی از سال ۱۹۹۷ میلادی تاکنون مشغول فعالیت بوده‌است.
از فیلم‌هایی که وی در آن‌ها نقش داشته‌است، می‌توان به بوری در مقابل مک‌انرو اشاره نمود.